# The Life of Chuck
The Life of Chuck is een Amerikaanse sciencefiction dramafilm uit 2024 geregisseerd, geschreven en mede geproduceerd door Mike Flanagan. De film is gebaseerd op het gelijknamige verhaal uit het bundelboek If It Bleeds van Stephen King en ging op 6 september 2024 in première tijdens het Internationaal filmfestival van Toronto.

## Verhaal
De film volgt het leven van boekhouder Charles "Chuck" Krantz en vertelt zijn leven in drie afzonderlijke verhalen in omgekeerde volgorde. 
Het verhaal begint met het overlijden van Chuck aan een hersentumor terwijl de wereld letterlijk op instorten staat en eindigt met zijn jeugd, die zich afspeelde in het spookhuis van zijn opa Albie. Terwijl het einde van de wereld nadert verschijnen er overal mysterieuze advertenties die Chuck willen bedanken, dit leidt tot een verhaal over herinnering, verlies en de impact van één leven.

## Rolverdeling
| acteur                | personage                         |
| --------------------- | --------------------------------- |
| Tom Hiddleston        | Charles "Chuck" Krantz (39 jaar)  |
| Jacob Tremblay        | Charles "Chuck" Krantz (17 jaar)  |
| Benjamin Pajak        | Charles "Chuck" Krantz (10 jaar)  |
| Cody Flanagan         | Charles "Chuck" Krantz (7 jaar)   |
| Chiwetel Ejiofor      | Marty Anderson                    |
| Karen Gillan          | Felicia Gordon                    |
| Mia Sara              | Sarah Krantz                      |
| Carl Lumbly           | Sam Yarbrough                     |
| Mark Hamill           | Albie Krantz                      |
| David Dastmalchian    | Josh                              |
| Harvey Guillén        | Hector                            |
| Michael Trucco        | Dylans vader                      |
| Q'orianka Kilcher     | Virginia "Ginny" Krantz           |
| Matthew Lillard       | Gus Wilfong                       |
| Rahul Kohli           | Bri                               |
| Violet McGraw         | Iris                              |
| Saidah Arrika Ekulona | Andrea                            |
| The Pocket Queen      | Taylor Franck                     |
| Annalise Basso        | Janice Halliday                   |
| Kate Siegel           | mevrouw Richards                  |
| Samantha Sloyan       | mevrouw Rohrbacher                |
| Trinity Bliss         | Cat McCoy                         |
| Heather Langenkamp    | Vera Stanley                      |
| Franklin Ritch        | Brent                             |
| Antonio Raul Garcia   | Brian Krantz                      |
| Molly C. Quinn        | moeder van Chuck                  |
| Mike Flanagan         | rouwende man                      |
| Matt Biedel           | dokter Winston                    |
| Nick Offerman         | verteller (stem)                  |
| Carla Gugino          | nieuws en commerciële stem (stem) |
| Elan Gale             | radio nieuws verslaggever (stem)  |
| Eric Vespe            | radio presentator #1 (stem)       |
| Hamish Linklater      | Amerikaanse verslaggever (stem)   |
| Axelle Carolyn        | Franse verslaggever (stem)        |
| Lauren LaVera         | Italiaanse verslaggever (stem)    |

## Achtergrond
De film werd geregisseerd, geschreven en mede geproduceerd door Mike Flanagan, voor de productie werd hij bijgestaan door Trevor Macy. Het verhaal van de film is gebaseerd op het gelijknamige verhaal uit het bundelboek If It Bleeds (in het Nederlands verschenen als: Als het bloedt) van Stephen King uit 2020. De muziek van de film werd gecomponeerd door The Newton Brothers. De opnames van de film gingen in oktober 2023 van start in Alabama, Verenigde Staten en werden afgerond op 16 november 2023. Hoofdrollen in de film waren weggelegd voor onder anderen Tom Hiddleston, Jacob Tremblay, Chiwetel Ejiofor, Karen Gillan, Mark Hamill en Mia Sara.

## Release en ontvangst
The Life of Chuck ging op 6 september 2024 in première tijdens het Internationaal filmfestival van Toronto. Op dit festival werd de film bekroond met de People's Choice Award voor beste film. De film werd op 6 juni 2025 in de Verenigde Staten in de bioscopen uitgebracht. In Nederland werd de film een dag eerder, op 5 juni 2025, uitgebracht. De film werd door recensenten in het algemeen positief ontvangen. Op Rotten Tomatoes heeft de film een score van 80% op basis van 237 beoordelingen. Metacritic komt op een score van 64/100, gebaseerd op 11 beoordelingen.